# Antonio Criado
Antonio Criado Barbero (Dos Hermanas, 8 de agosto de 1948) es un político y sindicalista español, de ideología alineada con la izquierda política, el socialismo democrático y el republicanismo. Fue secretario provincial de Sevilla y miembro de Comité Federal del Partido de Acción Socialista (PASOC). Formó parte del sector crítico de este partido sobre el que más tarde se fundaría Iniciativa Socialista de Izquierdas (ISI), y que se integraría formalmente en Izquierda Unida.

## Biografía y trayectoria política
Antonio Criado Barbero nació el 8 de agosto de 1948 en Dos Hermanas (Sevilla), en el seno de una familia campesina. Sin estudios, a los 14 años ya trabajaba en obras tras haber estado dos años en un bar como aprendiz.
Yesero de profesión, a los 26 años marcha a trabajar a Gerona, donde asiste por primera vez a una reunión sindical clandestina, lo que le hace tomar conciencia de clase y entrar en la lucha antifranquista. En esta etapa despierta también su conciencia andaluza y se aficiona a la poesía de Machado, Lorca, Alberti y Aleixandre, así como a la del alicantino Miguel Hernández.
Con cuatro compañeros fundó en San Feliú de Guíxols las agrupaciones locales de Unión General de Trabajadores y Partido Socialista Obrero Español, de las que llega a ser secretario general. En el contexto de los debates en el XXVIII Congreso del PSOE, toma postura contra la pretensión de Felipe González de abandonar el marxismo.
Vuelve a Sevilla en 1979 para luchar por el proceso autonómico andaluz. Allí es nombrado secretario de la Federación de Construcción, Madera y Afines de UGT.
Sin embargo, su intensa campaña por toda Andalucía del libro Las cuarentas razones del no a la OTAN y su decepción por la postura atlantista de su partido, le hace abandonar el PSOE y, dos años más tarde, regresa a la política activa al ingresar en Izquierda Unida a través del Partido de Acción Socialista (PASOC), del que resulta elegido secretario provincial de Sevilla y miembro de Comité Federal.
Tras el VII Congreso Federal del PASOC, celebrado en abril de 2001, donde se decide, a iniciativa de Alonso Puerta, su salida de la estructura orgánica de IU y la recuperación de su soberanía, Antonio Criado forma parte del sector que se opone a esa estrategia, logrando el respaldo de una mayoría de militantes en Sevilla. Sobre esta base se conformaría una corriente interna en  IU-LV-CA, que tomaron el nombre de Izquierda Socialista de Andalucía (ISA).
En 2002, ISA pasaría a constituirse en partido político, con la definitiva denominación de Iniciativa Socialista de Izquierdas (ISI), siendo elegido Antonio Criado su secretario general. Paralelamente desempeña la secretaría de Movimientos Sociales y Solidaridad Internacional en IU-LV-CA.